# Сангуле Ламізана
Абубакар Сангуле Ламізана (фр. Aboubacar Sangoulé Lamizana; 31 січня 1916 — 26 травня 2005) — державний та військовий діяч Верхньої Вольти (нині Буркіна-Фасо), генерал і другий президент країни.

## Біографія
Народився в небагатій селянські родині. За віросповіданням — мусульманин. Закінчив регіональну школу в Уахігуя, потім школу африканських офіцерів у Сен-Луї (Сенегал).
З 1936 року перебував на службі у французькій колоніальній армії, брав участь у бойових діях в Індокитаї та в Алжирі. У французькій армії дослужився до військового звання капітан.
Після проголошення незалежності Верхньої Вольти Ламізана приступив до створення національних збройних сил. Мав популярність серед населення країни. 1967 року йому було присвоєно військове звання бригадного генерала. Після усунення від влади президента Моріса Ямеого пост президента Верхньої Вольти, на вимогу учасників масових демонстрацій в Уагадугу, переходить до Ламізани.
За планом останнього, Верхньою Вольтою упродовж наступних 4 років мав керувати тимчасовий уряд, завданням якого було розробити до 1970 року нову Конституцію країни, відповідно до якої, за чотири роки у Верхній Вольті мав би обиратись цивільний уряд.
Однак, після сильної посухи та неврожаїв на початку 1970-их років в уряді країни почалась фракційна боротьба, в результаті якої Ламізана виступив проти прем'єр-міністра Жерара Канго Уедраого, усунув його 1974 року та об'єднав у своїх руках владу президента і прем'єр-міністра (домігшись, таким чином, диктаторських повноважень). За підтримки профспілок країни Ламізану знову було обрано президентом Верхньої Вольти 1978 року, однак 1980 був усунутий від влади в результаті безкровного військового перевороту під керівництвом Сея Зербо.
1985 року Ламізана постав перед Народним трибуналом Буркіна-Фасо за звинуваченням у зловживаннях, але був виправданий.